# Echis carinatus
La víbora gariba (Echis carinatus) es una especie de serpiente venenosa vipérida del Medio Oriente y Asia Central, especialmente el subcontinente indio. Es el miembro más pequeño de las cuatro especies de serpientes que son responsables de causar la mayor parte de las mordeduras de serpiente fatales en su área de distribución. Esto se debe a varios factores, incluyendo su carácter discreto y su frecuente aparición en zonas muy pobladas. Se distinguen cinco subspecies en la actualidad.